# Schuyler megye (Illinois)
Schuyler megye az Amerikai Egyesült Államokban, azon belül Illinois államban található. Megyeszékhelye és legnagyobb városa Rushville. Lakosainak száma 6902 fő (2020. április 1.). Schuyler megye Hancock, McDonough, Fulton, Mason, Cass, Brown és Adams megyékkel határos.

## Népesség
A megye népességének változása:
| Lakosok száma | 7544 | 7481 | 7490 | 7444 | 7032 | 6902 |
|               | 2010 | 2011 | 2012 | 2013 | 2015 | 2020 |